# Villeneuve-Saint-Denis
Villeneuve-Saint-Denis – miejscowość i gmina we Francji, w regionie Île-de-France, w departamencie Sekwana i Marna.
Według danych na rok 1990 gminę zamieszkiwało 559 osób, a gęstość zaludnienia wynosiła 76 osób/km² (wśród 1287 gmin regionu Île-de-France Villeneuve-Saint-Denis plasuje się na 783. miejscu pod względem liczby ludności, natomiast pod względem powierzchni na miejscu 526.).